# Senebtisi
Senebtisi byla staroegyptská žena, která žila ke konci 12. dynastie. Je známa pouze ze své nedotčené hrobky v Lištu.
O Senebtisi je známo jen velmi málo. Její druhé jméno bylo Sathapy (sȝt-ḥˁpj – dcera Apise). Nosí běžný titul paní domu. Její rodina v hrobce zmíněna není.

Senebtisina mumie byla umístěna do třech rakví. Vnější dřevěné rakve s popisem, střední rakve a ta nejvnitřnější byla v podobě člověka, ale moc se nedochovala Tělo bylo bohatě zdobeno šperky. Vedle rakve byla ve výklenku nalezena kanopická truhla se čtyřmi kanopami.

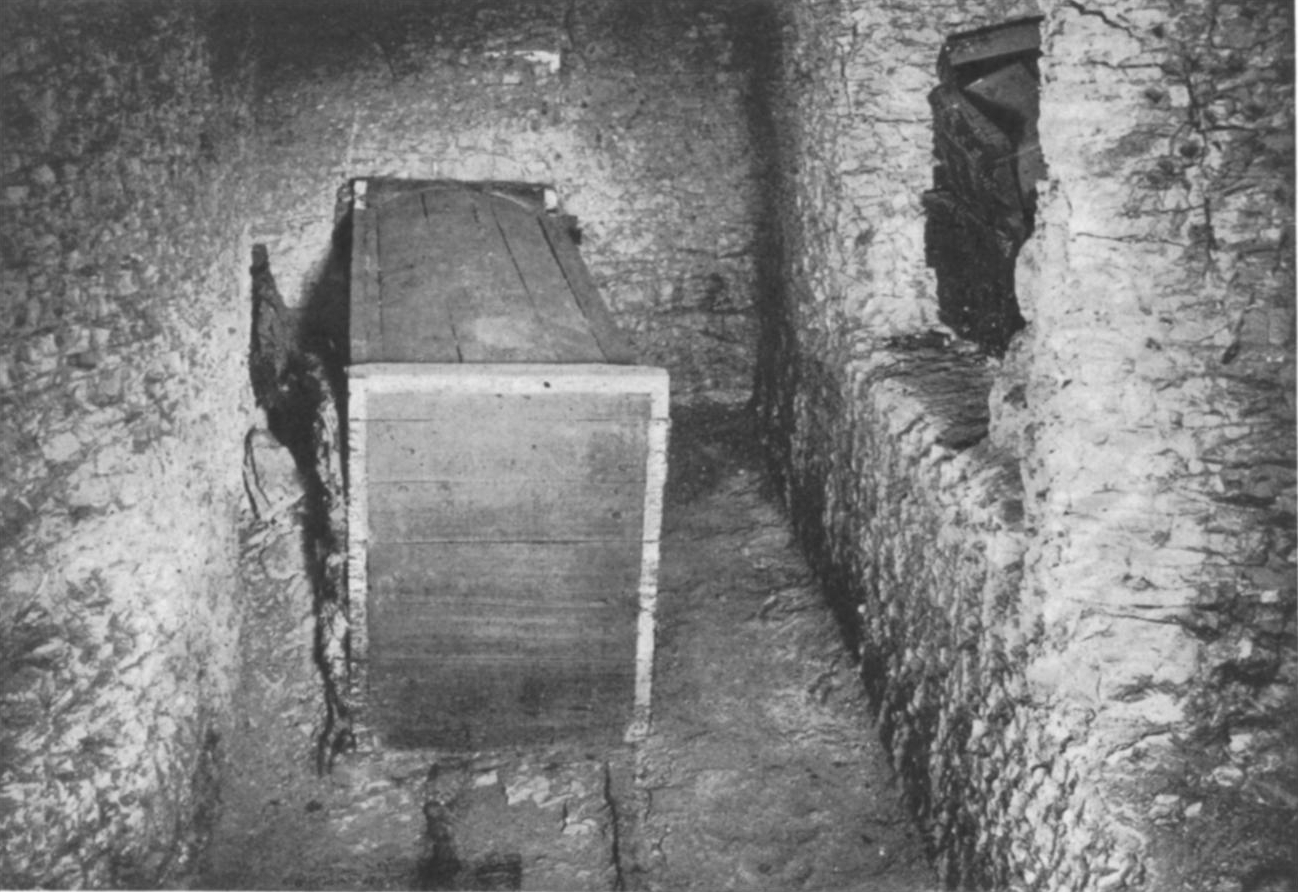
Sargofág Senebtisi
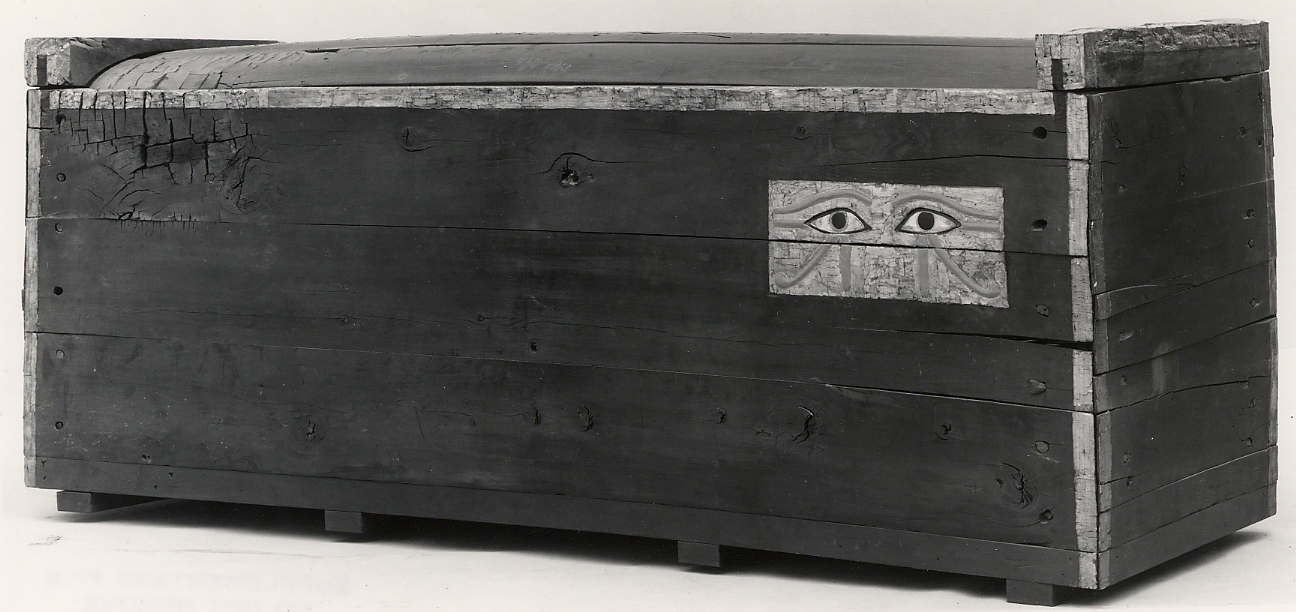
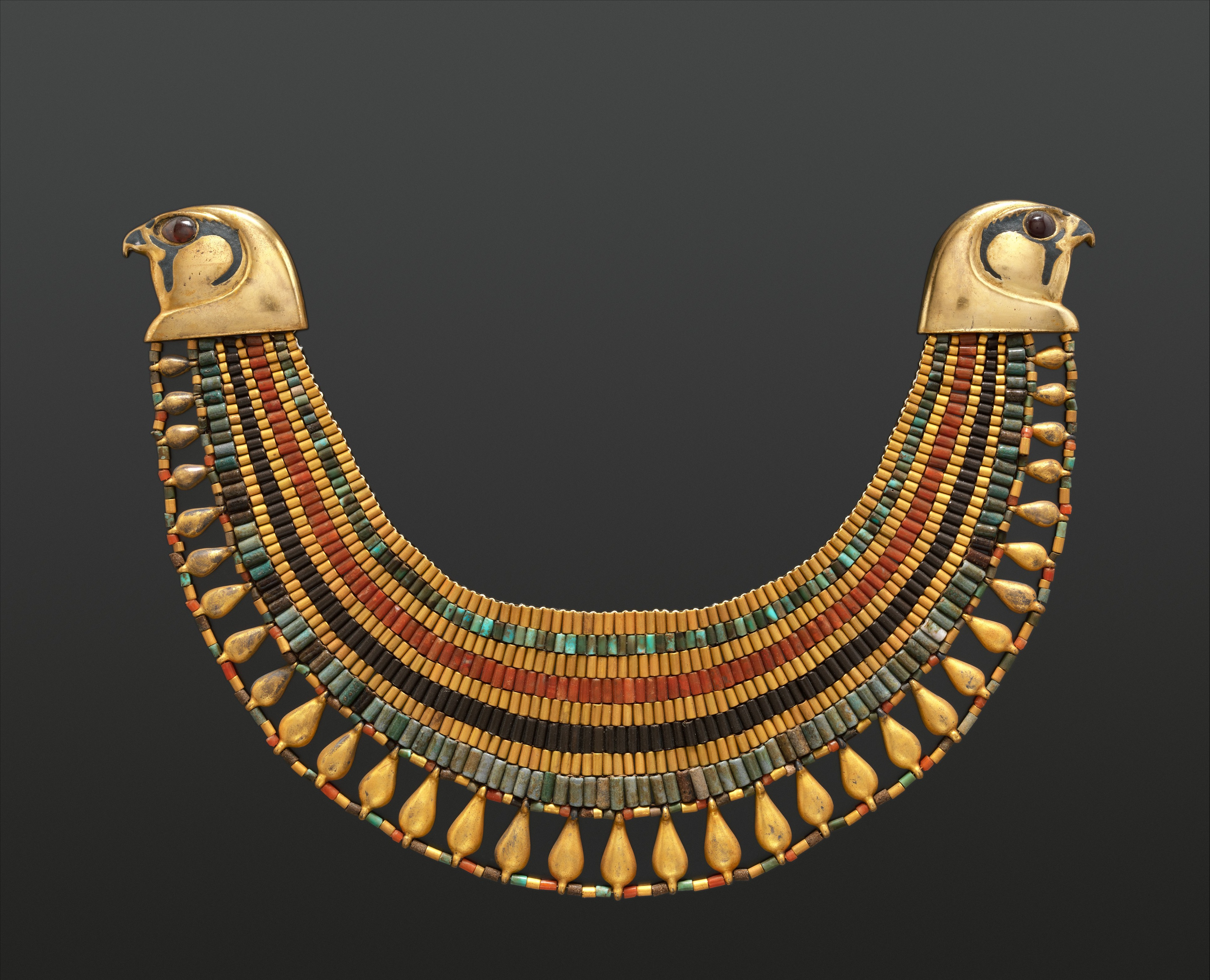
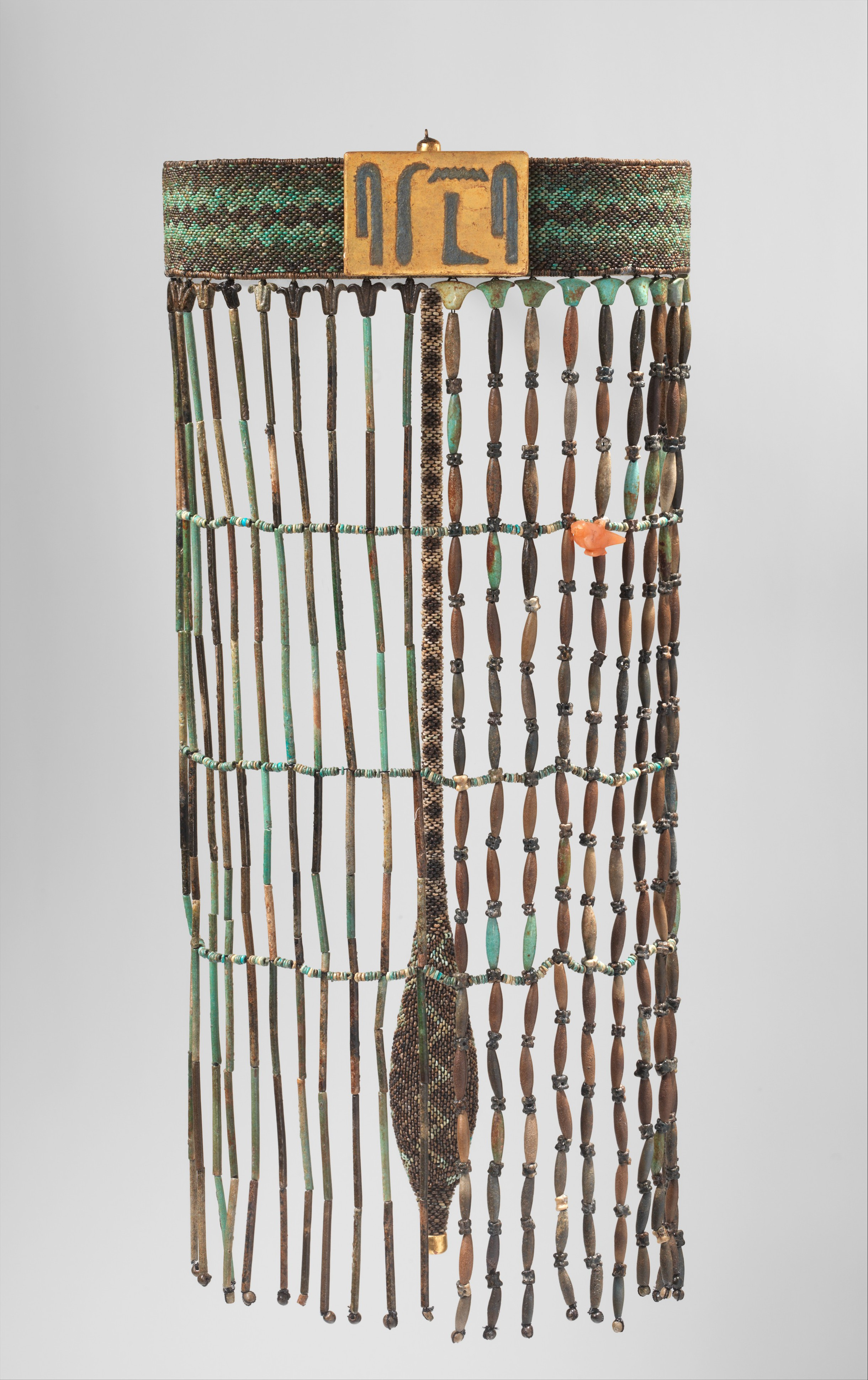
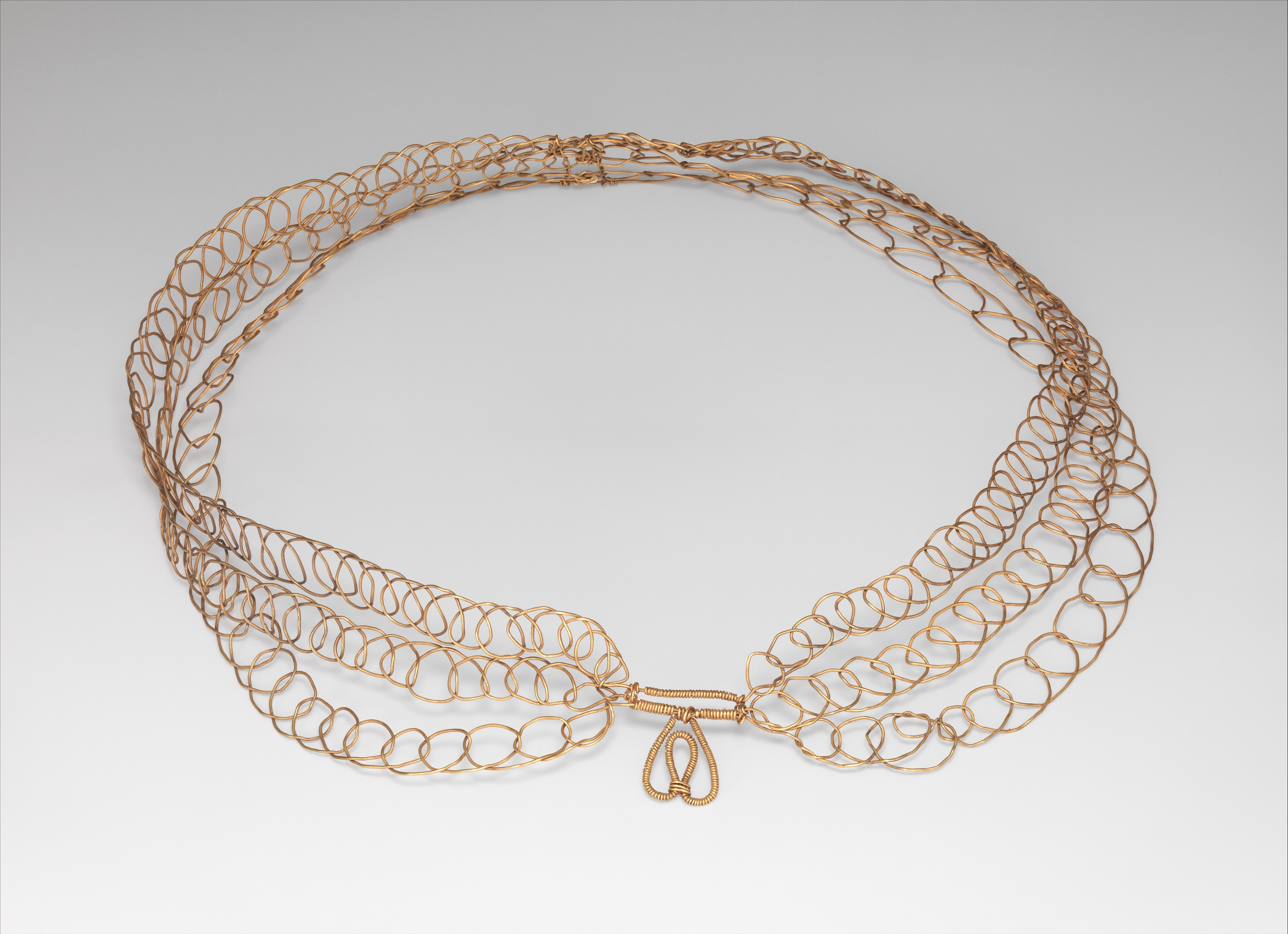
Diadém